# 4657 Lopez
4657 Lopez је астероид главног астероидног појаса са средњом удаљеношћу од Сунца која износи 3,105 астрономских јединица (АЈ).
Апсолутна магнитуда астероида је 11,9.